# Lehel Somlay
Lehel Artur Somlay (* 26. Juni 1936 in Budapest; † 24. Juni 2022 in Nizza) war ein ungarischer Fußballtorwart, der in Frankreich spielte.

## Karriere
Über Somlays Jugendzeit in seiner ungarischen Heimat ist nichts Näheres bekannt. Fest steht, dass ihm nach dem Volksaufstand 1956 die Flucht in den Westen gelang. Das sportliche Talent des Ungarn wurde 1958 in Frankreich entdeckt, wo er einen Vertrag beim AC Le Havre unterschrieb. Dort war er hinter Christian Villenave jedoch nur Ersatztorwart und kam in seiner ersten Saison zu vier Einsätzen in der zweiten Liga. Dabei gelang der Mannschaft souverän der Aufstieg. Außerdem gewann sie im Wiederholungsspiel (3:0) gegen den FC Sochaux den französischen Pokal. Dies war Somlays erster Titelgewinn, auch wenn er nicht direkt daran beteiligt war. Am Ende des Jahres wechselte er auf Leihbasis zum Zweitligisten FC Nantes. Dort konnte er sich gegen den späteren französischen Nationaltorwart Daniel Éon durchsetzen und absolvierte in einer Saison 36 Spiele. Kurz vor Saisonende geriet er in die Schlagzeilen, als der FC Nantes mit Red Star Paris einen Konkurrenten im Aufstiegsrennen empfing. Somlay wurden 20.000 Francs für eine Manipulation des Spiels angeboten, worauf dieser jedoch nicht einging. Er machte den Vorgang öffentlich und löste auf diesem Wege einen Skandal aus; der FC Nantes siegte auf dem Platz mit 5:1 und der Ungar kehrte am Saisonende nach Le Havre zurück. Es stand zwar immer noch Villenave zwischen den Pfosten, dieser hatte allerdings mit dem Alter zu kämpfen. Daher kam Somlay in seiner einzigen Erstligasaison auf 16 Einsätze. Am Ende der Saison, im Jahr 1961, verließ er den Klub aber wieder, weil die Verantwortlichen bei Le Havre fortan auf Charles Samoy setzen wollten. Daraufhin unterschrieb er bei der US Forbach. Verletzungsbedingt kam er auch dort nur auf 20 Einsätze, obwohl er erster Torwart war. 1962 ging er zur AS Aix, wo er nur als Ersatztorwart eingeplant war. Er kam in der folgenden Saison noch zum Einsatz. Einigen Quellen zufolge blieb er bis 1972 im Verein, über weitere Einsätze ist aber nichts bekannt. Nach seinem Karriereende blieb Somlay in der Provence; über sein weiteres Leben ist ebenfalls nichts bekannt.